# 北京百花山国家级自然保护区
北京百花山国家级自然保护区，位于中华人民共和国北京市门头沟区西南部，成立于1985年，2008年晋升为国家级自然保护区。

## 地理
北京百花山国家级自然保护区属于森林生态系统类型自然保护区，是太行山北段小五台山的余脉，保护区内的主要山峰有百花山和东灵山。百花山主峰海拔1991米，百花山最高峰白草畔海拔2049米，为北京市第三高峰。东灵山，也称灵山，海拔2303米，为北京市最高峰，是北京唯一的集高原、草原风光为一体的自然风景区。

## 生物资源
截至2021年，保护区内已知有高等植物1292种，占北京植物总种数的61.8%，其中重点保护植物64种，包括国家一级保护野生植物百花山葡萄。已知有野生脊椎动物有271种，其中包括黑鹳、金雕、褐马鸡等国家一级保护动物。

## 历史

2006年4月版北京百花山自然保护区规划图

百花山保护区的前身是成立于1962年的百花山林场，百花山林场最初为北京市林业局下属林场，1980年代百花山林场转为门头沟区林业局下属林场。1985年，北京市人民政府批建成立省市级自然保护区“北京百花山自然保护区”。
1986年3月15日，北京市人民政府发布《北京市人民政府关于百花山和松山自然保护区管理暂行规定》，1986年4月15日起施行。1997年12月21日，该暂行规定根据北京市人民政府第12号令修改。根据暂行规定，百花山自然保护区设立的目的是重点保护天然植被、地貌、动植物种资源和风景资源，使其逐渐恢复华北山区典型的自然面貌，成为科研和教学的基地。百花山自然保护区由北京市门头沟区林业局管理，北京市门头沟区人民政府负责监督检查，日常工作则由自然保护区管理机构负责。百花山自然保护区的范围为门头沟区百花山林场所辖区域，核心区在台岭—秋林铺路以西至流动耩山梁，实验区在台岭—秋林铺路以东至幼芋沟北梁。核心区只供进行观测研究，且进入须经北京市林业局批准。实验区供开展科学实验、考察、教学实习、引种驯化、培育珍稀动植物等研究活动，进入实验区从事研究活动的须经市林业局批准，进行教学实验的须经门头沟区人民政府批准。
2008年1月14日，中华人民共和国国务院办公厅发布了19处新建国家级自然保护区名单，其中包括百花山国家级自然保护区。根据中华人民共和国环境保护部2008年3月18日发布的《关于发布北京百花山等19处新建国家级自然保护区面积范围及功能分区等有关事项的通知》，北京百花山国家级自然保护区的总面积为21743.1公顷，其中核心区面积6836公顷，缓冲区面积4880.64公顷，实验区面积10026.46公顷。保护区范围在东经115°25′—115°42′，北纬39°48′—40°05′之间。东以马栏山海拔500米为起点，向东南沿山脊线到百花山主峰海拔1991米，沿门头沟区和房山区行政区界至门头沟区与房山区交界最高峰白草畔2043米山峰；西从北京市与河北省涞水县交界处的全树塔起，向北沿北京市与河北省涿鹿县、怀来县省界，至北京市门头沟区清水镇与怀来县交界处的1922米山峰，再沿山脊线经门头沟区清水镇与斋堂镇行政交界线至马栏林场。
2010年，百花山自然保护区管理处正式组建，为门头沟区直属差额事业单位，管理处下设百花山管理站、江水河管理站和保护区珍稀动物救助站。2015年，北京百花山国家级自然保护区与美国谢南多厄国家公园签署姊妹园区合作协议。
2017年12月7日，门头沟区园林绿化局组织交接会，将所属该局管理的北京市门头沟区小龙门林场、北京市门头沟区马栏林场和北京市门头沟区清水林场，统一划入百花山国家级自然保护区管理处管理。
2022年5月，门头沟区启动“迎豹回家”计划，推进野生华北豹回归其原始栖息地京西地区。同时，北京百花山国家自然保护区管理处与北京林业大学生态与自然保护学院就野生华北豹保护相关工作签订合作协议。

## 管理机构
保护区由北京百花山国家级自然保护区管理处负责管理。该管理处原称“北京百花山自然保护区管理处”，2008年9月，经北京市门头沟区机构编制委员会批复更名为北京百花山国家级自然保护区管理处。

## 旅游开发

### 百花山自然风景区
百花山自然风景区，又称百花山风景名胜区，为3A级旅游景区，位于自然保护区南部，景观以百花山主峰为主，分为百花山主峰、百花草甸、望海楼和白草畔四个景区，有“险径崎路”、“百花笑靥”、“万年寒冰”、“云海升腾”、“山顶日出”、“佛光普照”等景观，设有天然草甸、古树、蚂蚁山、杜鹃花沟、日出云海、古石海、冰群、岩桩、冰缘城堡等35个景点。
百花山风景优美，气候凉爽，景区年均气温6-7℃，七月份平均温度22℃。景区年降水量720毫米以上，森林覆盖率达70.36%，动植物资源丰富，有“华北天然动植物园”之称。区内已发现高等植物140科、485属、1100种，存在四个植被类型，十个森林群落。陆栖野生脊椎动物有20目47科169种。百花山主峰海拔1991米，可以沿十八盘道路向上攀登到达山顶。百花草甸面积近千亩，花开时节，草坪上上百种野生花卉竞相开放，有“华北百草园”之称。仅能生长在海拔1800米到2000米高山的金莲花是百花山景区著名的观花植物。

### 其他景区
| 景区名称               | 旅游景区评级 | 地址                         |
| ---------------------- | ------------ | ---------------------------- |
| 聚灵峡（灵山古道）景区 | 3A级         | 北京市门头沟清水镇洪水口村   |
| 小龙门国家森林公园     | 无           | 北京市门头沟区清水镇小龙门村 |
| 门头沟灵山风景区       | 2A级         | 北京市门头沟清水镇江水河村   |

## 备注
1. ↑  原为AA级，2020年取消[17]